# 후카다 에이미
후카다 에이미(일본어: 深田 えいみ, 1998년 3월 18일~)는 일본의 AV 배우이다.